# Braziliaanse presidentsverkiezingen 2014
De Braziliaanse presidentsverkiezingen in 2014 vonden plaats in twee rondes die werden gehouden op 5 oktober en 26 oktober. De verkiezingen werden uiteindelijk gewonnen door Dilma Rousseff die Aécio Neves in de tweede ronde versloeg.

## Kaarten

Uitslag eerste ronde per staat
Uitslag eerste ronde per gemeente
Uitslag tweede ronde per staat
Uitslag tweede ronde per gemeente

## Uitslag
| Kandidaat                                                         | Partij                  | Partij                                    | 1e ronde    | 1e ronde   | 2e ronde      | 2e ronde      | Gekozen President                            |
| Kandidaat                                                         | Partij                  | Partij                                    | Stemmen     | Percentage | Stemmen       | Percentage    | Gekozen President                            |
| ----------------------------------------------------------------- | ----------------------- | ----------------------------------------- | ----------- | ---------- | ------------- | ------------- | -------------------------------------------- |
| Dilma Rousseff                                                    | PT                      | Arbeiderspartij                           | 43.267.668  | 41,59      | 54.501.118    | 51,64         | Dilma Rousseff (2014), Fabio Rodrigues (ABr) |
| Aécio Neves                                                       | PSDB                    | Braziliaanse Sociaaldemocratische Partij  | 34.897.211  | 33,55      | 51.041.155    | 48,36         | Dilma Rousseff (2014), Fabio Rodrigues (ABr) |
| Marina Silva                                                      | PSB                     | Braziliaanse Socialistische Partij        | 22.176.619  | 21,32      | Geen deelname | Geen deelname | Dilma Rousseff (2014), Fabio Rodrigues (ABr) |
| Luciana Genro                                                     | PSOL                    | Socialistische en Vrijheidspartij         | 1.612.186   | 1,55       | Geen deelname | Geen deelname | Dilma Rousseff (2014), Fabio Rodrigues (ABr) |
| Everaldo Dias Pereira                                             | PSC                     | Christelijk Sociale Partij                | 780.513     | 0,75       | Geen deelname | Geen deelname | Dilma Rousseff (2014), Fabio Rodrigues (ABr) |
| Eduardo Jorge                                                     | PV                      | Groene Partij                             | 630.099     | 0,61       | Geen deelname | Geen deelname | Dilma Rousseff (2014), Fabio Rodrigues (ABr) |
| Levy Fidélix                                                      | PRTB                    | Braziliaanse Vernieuwende Arbeiderspartij | 446.878     | 0,43       | Geen deelname | Geen deelname | Dilma Rousseff (2014), Fabio Rodrigues (ABr) |
| José Maria de Almeida                                             | PSTU                    | Verenigde Socialistische Arbeiderspartij  | 91.209      | 0,09       | Geen deelname | Geen deelname | Dilma Rousseff (2014), Fabio Rodrigues (ABr) |
| José Maria Eymael                                                 | PSDC                    | Christelijk Sociaaldemocratische Partij   | 61.250      | 0,06       | Geen deelname | Geen deelname | Dilma Rousseff (2014), Fabio Rodrigues (ABr) |
| Mauro Iasi                                                        | PCB                     | Braziliaanse Communistische Partij        | 47.845      | 0,05       | Geen deelname | Geen deelname | Dilma Rousseff (2014), Fabio Rodrigues (ABr) |
| Rui Costa Pimenta                                                 | PCO                     | Zaak van de Arbeiders                     | 12.324      | 0,01       | Geen deelname | Geen deelname | Dilma Rousseff (2014), Fabio Rodrigues (ABr) |
| Totaal geldige stemmen                                            | Totaal geldige stemmen  | Totaal geldige stemmen                    | 104.023.543 | 90,36      | 105.542.273   | 93,66         | Dilma Rousseff (2014), Fabio Rodrigues (ABr) |
| Blancostemmen                                                     | Blancostemmen           | Blancostemmen                             | 4.420.488   | 3,84       | 1.921.819     | 1,71          | Dilma Rousseff (2014), Fabio Rodrigues (ABr) |
| Ongeldige stemmen                                                 | Ongeldige stemmen       | Ongeldige stemmen                         | 6.678.580   | 5,80       | 5.219.787     | 4,63          | Dilma Rousseff (2014), Fabio Rodrigues (ABr) |
| Totaal aantal stemmen                                             | Totaal aantal stemmen   | Totaal aantal stemmen                     | 115.122.611 | 80,61      | 112.683.879   | 78,90         | Dilma Rousseff (2014), Fabio Rodrigues (ABr) |
| Onthoudingen                                                      | Onthoudingen            | Onthoudingen                              | 27.699.435  | 19,39      | 30.137.479    | 21,10         | Dilma Rousseff (2014), Fabio Rodrigues (ABr) |
| Totaal stemgerechtigden                                           | Totaal stemgerechtigden | Totaal stemgerechtigden                   | 142.822.046 | 100,00     | 142.822.046   | 100,00        | Dilma Rousseff (2014), Fabio Rodrigues (ABr) |
| Bron: (pt) Folha de S. Paulo - Eleições 2014: 1º turno - 2º turno |                         |                                           |             |            |               |               | Dilma Rousseff (2014), Fabio Rodrigues (ABr) |